# Store Stygge Ulv
Store Stygge Ulv er en figur fra Disneys tegneserieunivers, navnlig skovuniverset.
Første gang man så ham var 27. maj 1933 i filmen Three Little Pigs. Den fik et par sequels, først Den store stygge ulv fra 1934, hvor ulven mere er hovedfigur. Han efterstræber den lille Rødhætte præcis som i eventyret, og grisene dukker op som hendes redningsmand i stedet for en jæger. Så kom Tre små ulve fra 1936, hvor han havde tre små sønner, der hjalp ham i jagten på De tre små grise. Her udsættes han for den ældste gris' sadistiske "ulveordner," siden har han i tegneserier altid blevet den lille i kamp mod grisene. Den sidste film med ham var i Praktiske Gris i 1939.
Først da han gik til tegneserierne forsynede man ham med kun en søn, Lille Stygge Ulv, som han bor alene med og hemmeligt holder af. Han gør mange forgæves forsøg på at gøre sin flinke søn til en rigtig styg ulv, men det lykkes aldrig, og gentagne gange vender hans skarnsstreger tilbage som en boomerang. Oftest bliver han standset i udførelsen af sine lumske planer af enten Gårdmand Bjørn, Praktiske Gris, sin søn eller af sin mor (Lille Stygge Ulv's bedstemor), der er en af de gode ulve, og som nogle gange kommer på besøg for at holde sin søn lidt i ørerne.
For mange har serierne om ulvene og grisene været det svage punkt i Anders And & Co., men andre mener, at de ikke kan frakendes en vis charme. Forsvarerne af dem ser Store Stygge Ulv som et billede på en mand, der gerne vil være en macho og en barsk fyr, men ikke formår det. Som medlem af Slyngel-klubben gør han det ene ihærdige forsøg efter det andet på at blive anerkendt som en styg ulv blandt de andre medlemmer, men er flere gange endt med at blive smidt ud, fordi hans slyngelstreger altid går i vasken.

## Tegnere
- Carl Buettner
- Gil Turner